# ایرج دبیرسیاقی
 ایرج دبیرسیاقی  (زادهٔ ۱۰ دی ۱۳۱۶ – درگذشته ١٠ دی ١٣٩٩) بازیکن سابق فوتبال ایران بود. او سابقه بازی در تیم‌های باشگاه فوتبال شاهین تهران را داشت. 
وی همچنین سابقه ۳ بازی ملی نیز در کارنامه داشت.
ایرج دبیرسیاقی در دهم دی ماه و درست در روز تولد خود، در سن ٨٣ سالگی و بر اثر کهولت سن درگذشت. 